# Štírovka měkkoostenná

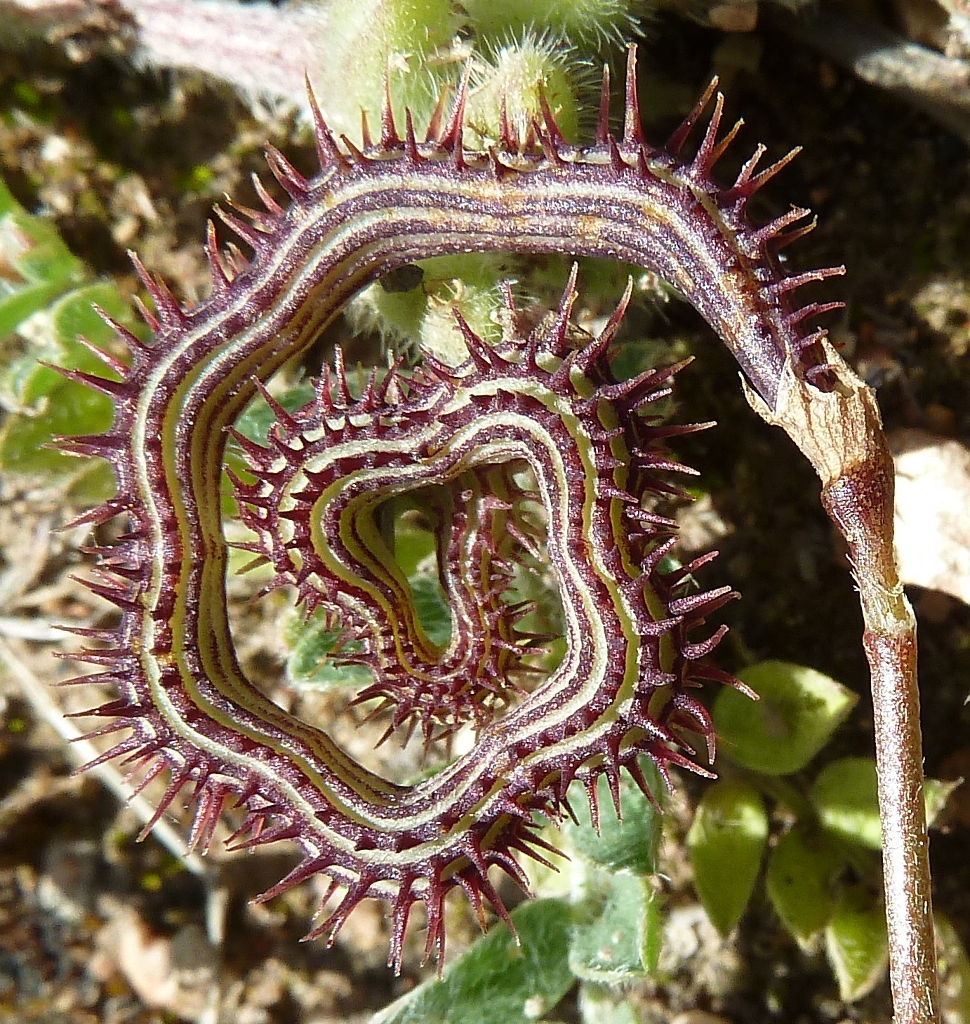
Ostnitý lusk

Štírovka měkkoostenná (Scorpiurus muricatus) je nízká, poléhavá, žlutě kvetoucí, planě rostoucí rostlina. Je jediný druh malého rodu štírovka, který se v české přírodě vyskytuje.

## Rozšíření
Druh pochází z oblastí okolo Středozemního moře, ze severní Afriky a z jihozápadní Asie. Dostává se i do severněji položených evropských zemí kde vyrůstá již méně často, zavlečen byl i na americký a australský kontinent. V České republice, kam je tento neofyt také příležitostně zavlékán, se objevuje jen ojediněle.
Tato teplomilná rostlina je na kvalitu půdy nenáročná, roste na suchých i vlhkých místech, na plném slunci i v polostínu. Obvykle se vyskytuje po okrajích polí, cest a železničních tratích, na úhorech, rumištích, náspech i v suché stepní krajině, většinou na dobře odvodněných místech. Vyskytuje se do nadmořské výšky až 1200 m.

## Popis
Jednoletá bylina s mnoha poléhavými a na koncích mírně vystoupavými lodyhami dlouhými 5 až 60 cm. Lysé nebo pouze jemně chlupaté lodyhy jsou porostlé vztyčenými kopinatými listy dlouhými do 10 a širokými do 2 cm. Celistvé listy mají palisty srostlé s dlouhými řapíky a jejich čepele jsou celokrajné se třemi až pěti žilkami.
Z úžlabí listů vyrůstají vzpřímeně dlouhé stopky okoličnatých květenství tvořených třemi až pěti oboupohlavnými květy. Stopky se postupně prodlužují a v době kvetení jsou květy výše než listy. Květy mají drobný, pětizubý, zvonkovitý kalich a 0,5 až 1 cm dlouhou, žlutou, pětičetnou motýlokvětou korunu s pavézou, křídly a člunkem. V koruně je deset dvoubratrých tyčinek s prašníky a přisedlý semeník nesoucí zahnutou čnělku s hlavičkovitou bliznou. Květy rozkvétají od konce jara po celé léto a jsou opylovány hmyzem.
Plodem je nepukavý, 2 až 5 cm dlouhý, nepravidelně spirálovitě stočený lusk porostlý měkkými ostny.

## Význam
Rostliny štírovky měkkoostenné obsahují hodně fytoalexinů, látek které jsou součástí obranného systému rostlin. Potlačují mj. růst plísní rodu Fusarium, které produkují lidem škodící myxotoxiny.
Čerstvé byliny jsou sice výživné a dobře jsou přijímány přežvýkavci, vědomě se však za tímto účelem nepěstují. Místy se vysévají do okrasných zahrad nebo skalek jako půdokryvné rostliny. Jejich listy i plody jsou po uvaření jedlé, stočené plody se pak podobají housence a zdobí se jimi zeleninové saláty. V některých zemích proto mívá tato rostlina, pro vzhled plodů, jméno „pichlavá housenka“.